# Killswitch Engage
Killswitch Engage är ett amerikanskt metalcoreband från Westfield, Massachusetts, USA. Det grundades år 1999 som en följd av splittringen av banden Aftershock och Overcast. Killswitch Engage, även förkortat KsE, består av sångaren Jesse Leach, gitarristerna Joel Stroetzel och Adam Dutkiewicz, basisten Mike D'Antonio och trummisen Justin Foley. Namnet Killswitch Engage valdes med inspiration från en episod av tv-serien Arkiv X, som skrevs av William Gibson och kallades ”Kill Switch”. Hittills har bandet gett ut en DVD och åtta stycken studioalbum varav det senaste, Disarm the Descent, släpptes 2 april 2013.
Killswitch Engage fick sitt genombrott med sitt tredje album The End of Heartache år 2004 och albumet låg som bäst på tjugoandra plats på Billboard 200. I december 2007 sålde plattan guld i USA med över 500 000 sålda exemplar. Singeln "The End of Heartache" nominerades för en Grammy år 2005 för "Best Metal Performance"-kategorin. Samma år släpptes live DVD:n (Set this) World Ablaze. Killswitch Engage har sålt över fyra miljoner skivor i USA och har blivit kallade "en av grundarna till genren metalcore" mer än en gång.
Bandet har uppträtt på ett flertal festivaler, bland annat Wacken Open Air, Sweden Rock Festival, Ozzfest, Rock on the Range, Monsters of Rock, Heavy MTL och Australian Soundwave Festival. Killswitch Engage finns också med på spellistan för Knotfest i Kalifornien, USA, den 26 oktober 2014.

## Historia
När Overcast bröt upp 1998 slöt basisten Mike D’Antonio upp med Aftershock gitarristen Adam Dutkiewicz som i sin tur rekryterade Aftershock gitarristen Joel Stroetzel. Via sin bror, Aftershock sångaren Tobias Dutkiewicz, rekryterade Adam Dutkiewicz sångaren Jesse Leach från Nothing Stays Gold. Ihop formade de ett nytt band, det som vi idag känner till som Killswitch Engage.
Debutalbumet Killswitch Engage släpptes året efter att bandet varit förband till svenska In Flames 1998. I det här skedet fick KsE kontrakt med Roadrunner Records.
För det andra albumet Alive or Just Breathing som påbörjades i oktober 2001, gick före detta Overcast gitarristen Pete Cortese med i Killswitch Engage för en kort period. Albumet mixades av Andy Sneap på Backstage Productions i Ripley, Derbyshire, UK i mars 2002 och producerades av Adam Dutkiewcz. Hela albumet spelades in i Westfield, MA, på Zing Studios.

## Musik
Killswitch Engages ljud fokuserar på melodiösa gitarrer som då och då visar en tyngre sida men mestadels håller sig till att spela snabba och långsamma melodier omväxlande. Dubbeltrampteknik används flitigt av trummisen och sångaren byter mellan aggressiva skrik och sångstycken där musiken dikterar att det passar. Den svenska grenen av melodisk death metal-rörelsen som föddes i Göteborg har kraftigt påverkat kvintetten. Bandet har spelat med många olika band, som svenska In Flames och Soilwork, och de spelade på Ozzfest 2005.
Den 4 januari 2012 meddelade Killswitch Engage på Facebook att Howard lämnar bandet på grund av sin typ 2 diabetes som förvärrades av turnerandet.
Den 8 februari 2012 meddelade Killswitch Engage via ett foto på deras hemsida att Jesse Leach återvänder till bandet som Howard Jones ersättare.

## Bandmedlemmar
Nuvarande medlemmar
- Jesse Leach – sång (1999–2002, 2012–)
- Adam Dutkiewicz – trummor (1999–2002), gitarr, bakgrundssång (2002–)
- Joel Stroetzel – gitarr (1999–)
- Mike D'Antonio – basgitarr (1999–)
- Justin Foley – trummor (2003–)

Tidigare medlemmar
- Pete Cortese – rytmgitarr (2000–2001)
- Howard Jones – sång (2002–2011)
- Tom Gomes – trummor (2002–2003)

Turnerande medlemmar
- Patrick Lachman – gitarr (2007)
- Peter Wichers – gitarr (2007)
- Philip Labonte	– sång (2010)
- Jesse Leach – sång (2010)
- Jordan Mancino	– trummor (2013)
- Josh Mihlek – gitarr (2019–)

## Diskografi
Studioalbum
- 2000 – Killswitch Engage
- 2002 – Alive or Just Breathing
- 2004 – The End of Heartache
- 2006 – As Daylight Dies
- 2009 – Killswitch Engage
- 2013 – Disarm The Descent
- 2016 – Incarnate
- 2019 – Atonement

Videoalbum
- 2005 – (Set This) World Ablaze (Live DVD)
- 2016 – Beyond the Flames: Home Video, Part II